# Papaver setigerum
Espèce
Papaver setigerum, le pavot sauvage, est une espèce de plantes à fleurs dicotylédones de la famille des Papaveraceae, sous-famille des Papaveroideae. C'est une plante herbacée originaire de l'ouest du bassin méditerranéen et de Macaronésie. C'est une espèce très proche du pavot somnifère (Papaver somniferum), parfois considérée comme une sous-espèce de ce dernier sous le nom de Papaver somniferum subsp. setigerum (DC.) Arcang.
Papaver setigerum diffère de Papaver somniferum par des caractères morphologiques et par le caryotype. La première est une espèce tétraploïde à 44 chromosomes (2n = 4x = 44) et la seconde une espèce diploïde à 22 chromosomes (2n = 2x = 22). 

## Synonymes
Selon BioLib (3 octobre 2020) :
- Papaver setigerum DC.
- Papaver somniferum subsp. setigerum (DC.) L. Corb. (préféré par BioLib)
- Papaver somniferum var. setigerum (DC.) Boiss.